# Wielka Synagoga w Toruniu
Wielka Synagoga w Toruniu – synagoga gminy żydowskiej w Toruniu, otwarta 3 września 1847 roku, zburzona w latach 1939–1940. Na cały zespół zabudowań gminy żydowskiej w Toruniu składała się synagoga oraz kamienice od strony ul. Szczytnej.

## Historia

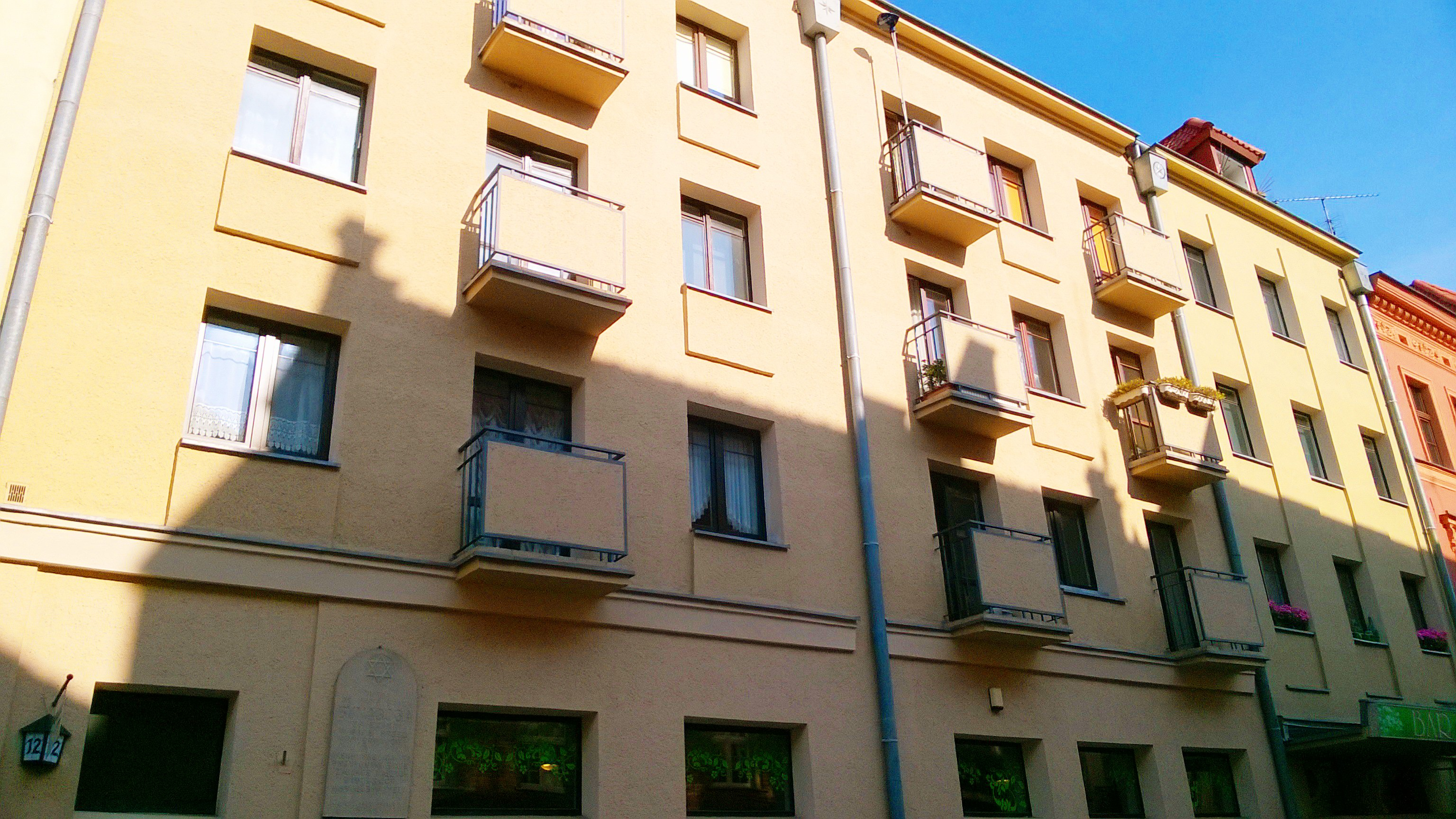
Kamienica w miejscu synagogi przy ulicy Szczytnej

Murowany, piętrowy budynek synagogi wzniesiono na planie kwadratu (18,87 x 16,95 m) i przekryto dużym dwuspadowym dachem; jego tylna ściana opierała się o ul. Podmurną. Elewacje były utrzymane w stylu klasycystycznym, z fasadą, na którą składał się portal z toskańskimi kolumnami wspierającymi architraw. Według zachowanego projektu z 1885 roku fasada była boniowana, o otworach okiennych i drzwiowych zamkniętymi łukiem półkolistym. Wewnątrz we wschodniej części znajdowała się główna sala modlitewna, do której wchodziło się przez przedsionek. Salę z trzech stron otaczały galerie dla kobiet, wsparte na rzędzie 10 kolumn. Na wschodniej ścianie znajdował się niezwykle bogato zdobiony Aron ha-kodesz.
Kamienica przy ul. Szczytnej 12 należała w latach 1703-1724 do burmistrza Torunia, Jana Gotfryda Rösnera, w latach 1780-1792 natomiast do burmistrza Jana Samuela Zerneckego. W następnych latach kamienica należała do kamlarii oraz do szklarza Augusta Heisa. Gmina żydowska nabyła ją, jak również sąsiednią kamienicę pod numerem 10, w 1843 roku. Umieszczono tam salę posiedzeń gminy, szkołę żydowską oraz mieszkanie woźnego. Uroczyste otwarcie synagogi miało miejsce 3 września 1847 roku. W latach 70. XIX wieku podjęto decyzję o rozbudowie i przebudowie synagogi. Projekt sporządził w 1872 roku budowniczy miejski Fr. Geittner. W 1885 roku dokonano gruntownej przebudowy budynków. Powstała kamienica miała jednolitą fasadę licowaną cegłą, z charakterystyczną wieżyczką w skrajnej prawej osi, zwieńczoną cebulastą kopułą z gwiazdą Dawida. Zachowane dotychczas bogato dekorowane, barokowe drewniane schody przeniesiono początkowo do ratusza, a w 1891 roku przekazano je do restaurowanego zamku krzyżackiego w Malborku, gdzie uległy zniszczeniu w czasie II wojny światowej.
W okresie międzywojennym synagoga miała zostać rozbudowana, lecz te plany przerwała wkrótce okupacja niemiecka.
Podczas II wojny światowej cały zespół synagogalny został od października 1939 roku do lutego 1940 roku rozebrany przez Niemców hitlerowskich. Gruz z rozbiórki trafił do zamieszkujących Rudak i Stawki bauerów.
Po zakończeniu wojny, w 1948 roku zasypano piwnice, które pozostały po synagodze. Wkrótce na miejscu zburzonych kamienic zbudowano nowy budynek, na którym 18 października 1993 roku umieszczono tablicę upamiętniającą istnienie synagogi. Na miejscu samej synagogi, od strony ul. Podmurnej postawiono w latach 60. XX wieku pawilony usługowo-handlowe.